# Medalhistas olímpicos do salto de esqui

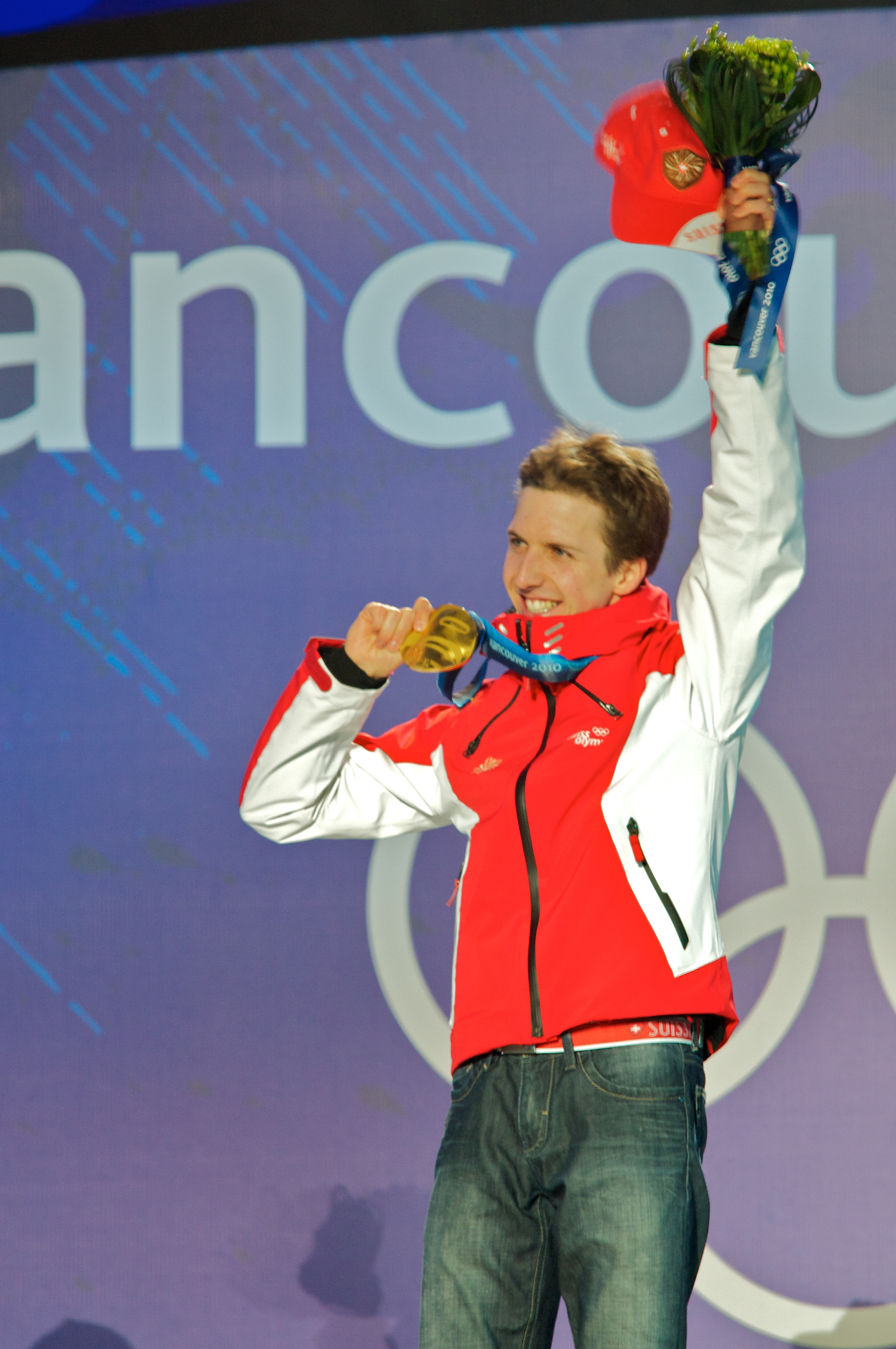
Simon Ammann (na imagem com a medalha da pista longa individual em Vancouver 2010) possui quatro medalhas de ouro olímpicas.

Segue a lista de medalhistas olímpicos do salto de esqui:

## Masculino

### Pista normal individual
| Evento                                | Ouro                                        | Prata                                                         | Bronze                            |
| ------------------------------------- | ------------------------------------------- | ------------------------------------------------------------- | --------------------------------- |
| Chamonix 1924 (detalhes)              | Jacob Tullin Thams NOR Noruega              | Narve Bonna NOR Noruega                                       | Anders Haugen USA Estados Unidos  |
| St. Moritz 1928 (detalhes)            | Alf Andersen NOR Noruega                    | Sigmund Ruud NOR Noruega                                      | Rudolf Burkert TCH Checoslováquia |
| Lake Placid 1932 (detalhes)           | Birger Ruud NOR Noruega                     | Hans Beck NOR Noruega                                         | Kaare Wahlberg NOR Noruega        |
| Garmisch-Patenkirchen 1936 (detalhes) | Birger Ruud NOR Noruega                     | Sven Eriksson SWE Suécia                                      | Reidar Andersen NOR Noruega       |
| St. Moritz 1948 (detalhes)            | Petter Hugsted NOR Noruega                  | Birger Ruud NOR Noruega                                       | Thorleif Schjelderup NOR Noruega  |
| Oslo 1952 (detalhes)                  | Arnfinn Bergmann NOR Noruega                | Torbjørn Falkanger NOR Noruega                                | Karl Holmström SWE Suécia         |
| Cortina d'Ampezzo 1956 (detalhes)     | Antti Hyvärinen FIN Finlândia               | Aulis Kallakorpi FIN Finlândia                                | Harry Glaß EUA Equipe Alemã Unida |
| Squaw Valley 1960 (detalhes)          | Helmut Recknagel EUA Equipe Alemã Unida     | Niilo Halonen FIN Finlândia                                   | Otto Leodolter AUT Áustria        |
| Innsbruck 1964 (detalhes)             | Veikko Kankkonen FIN Finlândia              | Toralf Engan NOR Noruega                                      | Torgeir Brandtzæg NOR Noruega     |
| Grenoble 1968 (detalhes)              | Jiří Raška TCH Checoslováquia               | Reinhold Bachler AUT Áustria                                  | Baldur Preiml AUT Áustria         |
| Sapporo 1972 (detalhes)               | Yukio Kasaya JPN Japão                      | Akitsugu Konno JPN Japão                                      | Seiji Aochi JPN Japão             |
| Innsbruck 1976 (detalhes)             | Hans-Georg Aschenbach GDR Alemanha Oriental | Jochen Danneberg GDR Alemanha Oriental                        | Karl Schnabl AUT Áustria          |
| Lake Placid 1980 (detalhes)           | Toni Innauer AUT Áustria                    | Manfred Deckert GDR Alemanha Oriental Hirokazu Yagi JPN Japão | nenhum                            |
| Sarajevo 1984 (detalhes)              | Jens Weißflog GDR Alemanha Oriental         | Matti Nykänen FIN Finlândia                                   | Jari Puikkonen FIN Finlândia      |
| Calgary 1988 (detalhes)               | Matti Nykänen FIN Finlândia                 | Pavel Ploc TCH Checoslováquia                                 | Jiří Malec TCH Checoslováquia     |
| Albertville 1992 (detalhes)           | Ernst Vettori AUT Áustria                   | Martin Höllwarth AUT Áustria                                  | Toni Nieminen FIN Finlândia       |
| Lillehammer 1994 (detalhes)           | Espen Bredesen NOR Noruega                  | Lasse Ottesen NOR Noruega                                     | Dieter Thoma GER Alemanha         |
| Nagano 1998 (detalhes)                | Jani Soininen FIN Finlândia                 | Kazuyoshi Funaki JPN Japão                                    | Andreas Widhölzl AUT Áustria      |
| Salt Lake City 2002 (detalhes)        | Simon Ammann SUI Suíça                      | Sven Hannawald GER Alemanha                                   | Adam Małysz POL Polônia           |
| Turim 2006 (detalhes)                 | Lars Bystøl NOR Noruega                     | Matti Hautamäki FIN Finlândia                                 | Roar Ljøkelsøy NOR Noruega        |
| Vancouver 2010 (detalhes)             | Simon Ammann SUI Suíça                      | Adam Małysz POL Polônia                                       | Gregor Schlierenzauer AUT Áustria |
| Sóchi 2014 (detalhes)                 | Kamil Stoch POL Polônia                     | Peter Prevc SLO Eslovênia                                     | Anders Bardal NOR Noruega         |
| PyeongChang 2018 (detalhes)           | Andreas Wellinger GER Alemanha              | Johann André Forfang NOR Noruega                              | Robert Johansson NOR Noruega      |
| Pequim 2022 (detalhes)                | Ryōyū Kobayashi JPN Japão                   | Manuel Fettner AUT Áustria                                    | Dawid Kubacki POL Polônia         |

### Pista longa individual
| Evento                         | Ouro                                  | Prata                               | Bronze                               |
| ------------------------------ | ------------------------------------- | ----------------------------------- | ------------------------------------ |
| Innsbruck 1964 (detalhes)      | Toralf Engan NOR Noruega              | Veikko Kankkonen FIN Finlândia      | Torgeir Brandtzæg NOR Noruega        |
| Grenoble 1968 (detalhes)       | Vladimir Belussov URS União Soviética | Jiří Raška TCH Checoslováquia       | Lars Grini NOR Noruega               |
| Sapporo 1972 (detalhes)        | Wojciech Fortuna POL Polônia          | Walter Steiner SUI Suíça            | Rainer Schmidt GDR Alemanha Oriental |
| Innsbruck 1976 (detalhes)      | Karl Schnabl AUT Áustria              | Anton Innauer AUT Áustria           | Henry Glaß GDR Alemanha Oriental     |
| Lake Placid 1980 (detalhes)    | Jouko Törmänen FIN Finlândia          | Hubert Neuper AUT Áustria           | Jari Puikkonen FIN Finlândia         |
| Sarajevo 1984 (detalhes)       | Matti Nykänen FIN Finlândia           | Jens Weißflog GDR Alemanha Oriental | Pavel Ploc TCH Checoslováquia        |
| Calgary 1988 (detalhes)        | Matti Nykänen FIN Finlândia           | Erik Johnsen NOR Noruega            | Matjaž Debelak YUG Iugoslávia        |
| Albertville 1992 (detalhes)    | Toni Nieminen FIN Finlândia           | Martin Höllwarth AUT Áustria        | Heinz Kuttin AUT Áustria             |
| Lillehammer 1994 (detalhes)    | Jens Weißflog GER Alemanha            | Espen Bredesen NOR Noruega          | Andreas Goldberger AUT Áustria       |
| Nagano 1998 (detalhes)         | Kazuyoshi Funaki JPN Japão            | Jani Soininen FIN Finlândia         | Masahiko Harada JPN Japão            |
| Salt Lake City 2002 (detalhes) | Simon Ammann SUI Suíça                | Adam Małysz POL Polônia             | Matti Hautamäki FIN Finlândia        |
| Turim 2006 (detalhes)          | Thomas Morgenstern AUT Áustria        | Andreas Kofler AUT Áustria          | Lars Bystøl NOR Noruega              |
| Vancouver 2010 (detalhes)      | Simon Ammann SUI Suíça                | Adam Małysz POL Polônia             | Gregor Schlierenzauer AUT Áustria    |
| Sóchi 2014 (detalhes)          | Kamil Stoch POL Polônia               | Noriaki Kasai JPN Japão             | Peter Prevc SLO Eslovênia            |
| PyeongChang 2018 (detalhes)    | Kamil Stoch POL Polônia               | Andreas Wellinger GER Alemanha      | Robert Johansson NOR Noruega         |
| Pequim 2022 (detalhes)         | Marius Lindvik NOR Noruega            | Ryōyū Kobayashi JPN Japão           | Karl Geiger GER Alemanha             |

### Pista longa por equipes
| Evento                         | Ouro                                                                                  | Prata                                                                                | Bronze                                                                                   |
| ------------------------------ | ------------------------------------------------------------------------------------- | ------------------------------------------------------------------------------------ | ---------------------------------------------------------------------------------------- |
| Calgary 1988 (detalhes)        | Ari-Pekka Nikkola Matti Nykänen Tuomo Ylipulli Jari Puikkonen FIN Finlândia           | Primož Ulaga Matjaž Zupan Matjaž Debelak Miran Tepeš YUG Iugoslávia                  | Ole Christian Eidhammer Jon Inge Kjørum Ole Gunnar Fidjestøl Erik Johnsen NOR Noruega    |
| Albertville 1992 (detalhes)    | Ari-Pekka Nikkola Mika Laitinen Risto Laakkonen Toni Nieminen FIN Finlândia           | Heinz Kuttin Ernst Vettori Martin Höllwarth Andreas Felder AUT Áustria               | František Jež Tomáš Goder Jaroslav Sakala Jiří Parma TCH Checoslováquia                  |
| Lillehammer 1994 (detalhes)    | Hansjörg Jäkle Christof Duffner Dieter Thoma Jens Weißflog GER Alemanha               | Jinya Nishikata Takanobu Okabe Noriaki Kasai Masahiko Harada JPN Japão               | Heinz Kuttin Christian Moser Stefan Horngacher Andreas Goldberger AUT Áustria            |
| Nagano 1998 (detalhes)         | Takanobu Okabe Hiroya Saito Masahiko Harada Kazuyoshi Funaki JPN Japão                | Sven Hannawald Martin Schmitt Hansjörg Jäkle Dieter Thoma GER Alemanha               | Reinhard Schwarzenberger Martin Höllwarth Stefan Horngacher Andreas Widhölzl AUT Áustria |
| Salt Lake City 2002 (detalhes) | Sven Hannawald Stephan Hocke Michael Uhrmann Martin Schmitt GER Alemanha              | Matti Hautamäki Veli-Matti Lindström Risto Jussilainen Janne Ahonen FIN Finlândia    | Damjan Fras Primoz Peterka Robert Kranjec Peter Žonta SLO Eslovênia                      |
| Turim 2006 (detalhes)          | Andreas Widhölzl Andreas Kofler Martin Koch Thomas Morgenstern AUT Áustria            | Tami Kiuru Janne Happonen Janne Ahonen Matti Hautamäki FIN Finlândia                 | Lars Bystøl Bjørn Einar Romøren Tommy Ingebrigtsen Roar Ljøkelsøy NOR Noruega            |
| Vancouver 2010 (detalhes)      | Wolfgang Loitzl Andreas Kofler Thomas Morgenstern Gregor Schlierenzauer AUT Áustria   | Michael Neumayer Andreas Wank Martin Schmitt Michael Uhrmann GER Alemanha            | Anders Bardal Tom Hilde Johan Remen Evensen Anders Jacobsen NOR Noruega                  |
| Sóchi 2014 (detalhes)          | Andreas Wank Marinus Kraus Andreas Wellinger Severin Freund GER Alemanha              | Michael Hayböck Thomas Morgenstern Thomas Diethart Gregor Schlierenzauer AUT Áustria | Reruhi Shimizu Taku Takeuchi Daiki Ito Noriaki Kasai JPN Japão                           |
| PyeongChang 2018 (detalhes)    | Daniel-André Tande Andreas Stjernen Johann André Forfang Robert Johansson NOR Noruega | Karl Geiger Stephan Leyhe Richard Freitag Andreas Wellinger GER Alemanha             | Maciej Kot Stefan Hula Dawid Kubacki Kamil Stoch POL Polônia                             |
| Pequim 2022 (detalhes)         | Stefan Kraft Daniel Huber Jan Hörl Manuel Fettner AUT Áustria                         | Lovro Kos Cene Prevc Timi Zajc Peter Prevc SLO Eslovênia                             | Constantin Schmid Stephan Leyhe Markus Eisenbichler Karl Geiger GER Alemanha             |

## Feminino

### Pista normal individual
| Evento                      | Ouro                       | Prata                              | Bronze                     |
| --------------------------- | -------------------------- | ---------------------------------- | -------------------------- |
| Sóchi 2014 (detalhes)       | Carina Vogt GER Alemanha   | Daniela Iraschko-Stolz AUT Áustria | Coline Mattel FRA França   |
| PyeongChang 2018 (detalhes) | Maren Lundby NOR Noruega   | Katharina Althaus GER Alemanha     | Sara Takanashi JPN Japão   |
| Pequim 2022 (detalhes)      | Urša Bogataj SLO Eslovênia | Katharina Althaus GER Alemanha     | Nika Križnar SLO Eslovênia |

## Misto

### Pista normal por equipes
| Evento                 | Ouro                                                          | Prata                                                           | Bronze                                                                            |
| ---------------------- | ------------------------------------------------------------- | --------------------------------------------------------------- | --------------------------------------------------------------------------------- |
| Pequim 2022 (detalhes) | Nika Križnar Timi Zajc Urša Bogataj Peter Prevc SLO Eslovênia | Irma Makhinia Danil Sadreev Irina Avvakumova Evgenii Klimov ROC | Alexandria Loutitt Matthew Soukup Abigail Strate Mackenzie Boyd-Clowes CAN Canadá |